# Mount Skook Davidson
Mount Skook Davidson är ett berg i Kanada.   Det ligger i provinsen British Columbia, i den centrala delen av landet, 3 700 km väster om huvudstaden Ottawa. Toppen på Mount Skook Davidson är 2 382 meter över havet.
Terrängen runt Mount Skook Davidson är kuperad söderut, men norrut är den bergig. Mount Skook Davidson är den högsta punkten i trakten. Trakten runt Mount Skook Davidson är nära nog obefolkad, med mindre än två invånare per kvadratkilometer.. Det finns inga samhällen i närheten.